# Lilliecreutz
Lilliecreutz, är en svensk friherrlig ätt.

## Historik
Lillecreutz stammar från den tyskfödde Lars Eriksson Welt (1581–1650), inspektor på Hogenskild Bielkes gods Nynäs. Hans sonson, dåvarande assessorn i Göta hovrätt Nils Welt (1661–1737), adlades 1698 med namnet Lilliecreutz och upphöjdes 1735 i friherrligt stånd.

## Personer med efternamnet Lilliecreutz
- Carl Axel Lilliecreutz (1698–1760), svensk ämbetsman
- Fabian Lilliecreutz (1866–1935), svensk politiker
- Fredrik Lilliecreutz (1929–2003), svensk militär
- Henrik Lilliecreutz (1844–1918), svensk militär
- Helena Lilliecreutz (1974-) svensk filmare och journalist